# Alphaherpesvirinae
Alphaherpesvirinae è una sottofamiglia della famiglia Herpesviridae, che si distingue primariamente per la velocità di riproduzione rispetto alle altre sottofamiglie.
Fanno parte di questa categoria Herpes Simplex Virus 1, Herpes Simplex Virus 2 e il virus varicella-zoster. I loro siti di latenza (ovvero, i tessuti in cui si annidano dopo la prima infezione) sono le cellule nervose.
I generi appartenenti a questa sottofamiglia sono i seguenti.
- Iltovirus
- Mardivirus
- Scutavirus
- Simplexvirus
- Varicellovirus

Della sottofamiglia fa anche parte la specie Chelonid alphaherpesvirus 6, non assegnata ad alcun genere.